# モンスターズ (製作会社)
モンスターズ（MONSTER'S）は1980年に設立した特殊造形の制作会社。

## 経歴
コスモプロダクションに所属していた造形家の若狭新一が20歳の誕生日に設立。社名はアメリカの雑誌『Famous Monsters of Filmland』に由来する。
当初、会社は雀荘の地下に構え、アルバイトとして原口智生も通っていた。
設立当初は、高橋章がデザインを手掛けたオリジナルキャラクター『マッハロイドX』を制作し、売り込みを行っていた。
平成ゴジラVSシリーズの頃は、スタッフの多くは怪獣映画が途絶えていた時代にガンダムシリーズや『ドラゴンボール』を観ていた世代が多く、怪獣のことを本当に知っているスタッフは3人ぐらいであったという。

## 代表作

### 映画
| 公開年月日     | 作品名                           | 制作（配給） | 担当キャラクター                                      |
| -------------- | -------------------------------- | --- | ----------------------------------------------------- |
| 1991年6月1日   | 咬みつきたい                     | 東宝 キャストス MMI                                                                                                  |                                                       |
| 1993年12月11日 | ゴジラvsメカゴジラ               | 東宝映画 （東宝） | ラドン （ファイヤーラドン）                           |
| 1994年7月9日   | ヤマトタケル                     | 東宝映画 （東宝） | 海神ムーバ                                            |
| 1994年12月10日 | ゴジラvsスペースゴジラ           | 東宝映画 （東宝） | スペースゴジラ リトルゴジラ                           |
| 1995年12月9日  | ゴジラvsデストロイア             | 東宝映画 （東宝） | デストロイア（集合体・飛翔体・完全体）                |
| 1996年7月13日  | ガメラ2 レギオン襲来             | 大映 日本テレビ 博報堂 富士通 日本出版販売 （東宝）                                                                  | 群体レギオン                                          |
| 1996年12月14日 | モスラ                           | 東宝映画 （東宝） | デスギドラ                                            |
| 1997年12月13日 | モスラ2 海底の大決戦             | 東宝映画 （東宝） | ダガーラ ベーレム                                     |
| 1997年12月20日 | 北京原人 Who are you?            | 東映 テレビ朝日 バンダイ 東北新社                                                                                    |                                                       |
| 1998年12月12日 | モスラ3 キングギドラ来襲         | 東宝映画 （東宝） | 現代型キングギドラ                                    |
| 1999年12月11日 | ゴジラ2000 ミレニアム            | 東宝映画 （東宝） | ゴジラ                                                |
| 2000年12月16日 | ゴジラ×メガギラス G消滅作戦      | 東宝映画 （東宝） | ゴジラ メガニューラ メガヌロン                        |
| 2002年12月14日 | ゴジラ×メカゴジラ                | 東宝映画 （東宝） | ゴジラ                                                |
| 2003年12月13日 | ゴジラ×モスラ×メカゴジラ 東京SOS | 東宝映画 （東宝） | ゴジラ モスラ カメーバ                                |
| 2004年12月4日  | ゴジラ FINAL WARS                | 東宝映画 （東宝） | ゴジラ アンギラス ラドン キングシーサー ミニラ モスラ |
| 2009年3月7日   | ヤッターマン                     | 日活 日本テレビ 読売テレビ 文化放送 タカラトミー 松竹 バップ ジェイ・ストーム ホリプロ オー・エル・エム タツノコプロ |                                                       |
| 2011年1月29日  | GANTZ                            | 東宝映画 （東宝） |                                                       |

### テレビドラマ
- ウルトラマン80（1980年） - 怪獣造形[4][17]
- アンドロメロス（1983年） - キャラクター造形[4][17]
- ウルトラマンティガ（1996年） - 怪獣造形[17]
- ウルトラマンダイナ（1997年） - 怪獣造形[17]
- ウルトラマンガイア（1998年） - 怪獣造形[17]
- ウルトラマンコスモス（2001年） - 怪獣造形[17]
- 大魔神カノン（2010年） - 造形[17]